# 性挫折
人类的性挫折（英文：Sexual Frustration）或性饥渴 是指由对性行为的渴望程度和实现程度的差异造成的挫折感。生理、心理、感情、社会与宗教障碍等一系列状况都可能导致性挫折。
对于受其困扰的人来说，性挫折可能会造成生理上与心理上的危害，并影响周围的人。性挫折可能会带来精神紊乱、使人易怒，甚至增加暴力倾向，从而使之难以获得伴侣。
非自願獨身是性挫折的一种类型。

## 原因
性快感缺失、性欲缺失、早发性射精、延迟性射精、勃起功能障碍或男女双方性欲不相称等带来的在性行为中不能获得满足，是性挫折的成因之一。
只具有造成性冲动的器官而不具有性发泄的器官是导致性挫折的原因之一。例如对于男性而言，因为天阉或后天切除，而只具有睾丸而无阴茎。在这种情况下，男性依旧可以通过刺激前列腺进行射精。而对于女性，残割生殖器和割礼都可能带来性挫折。
弗洛伊德的学生威廉·赖希认为，性的压抑可能由社会和经济原因导致的。皮埃尔·阿夏德则称：“性挫折导致睾丸酮分泌加速，从而导致暴力行为。”